# Puri (Uíge)
Puri é uma cidade e município  de Angola, localizada na província do Uíge.
É limitado a norte pelo município de Bungo, a leste pelo município de Sanza Pombo, a sul pelo município de Cangola, e a oeste pelo município de Negage.
O município é constituído apenas pela comuna-sede, correspondente à cidade de Puri.